# Estación de Wolverhampton Low Level

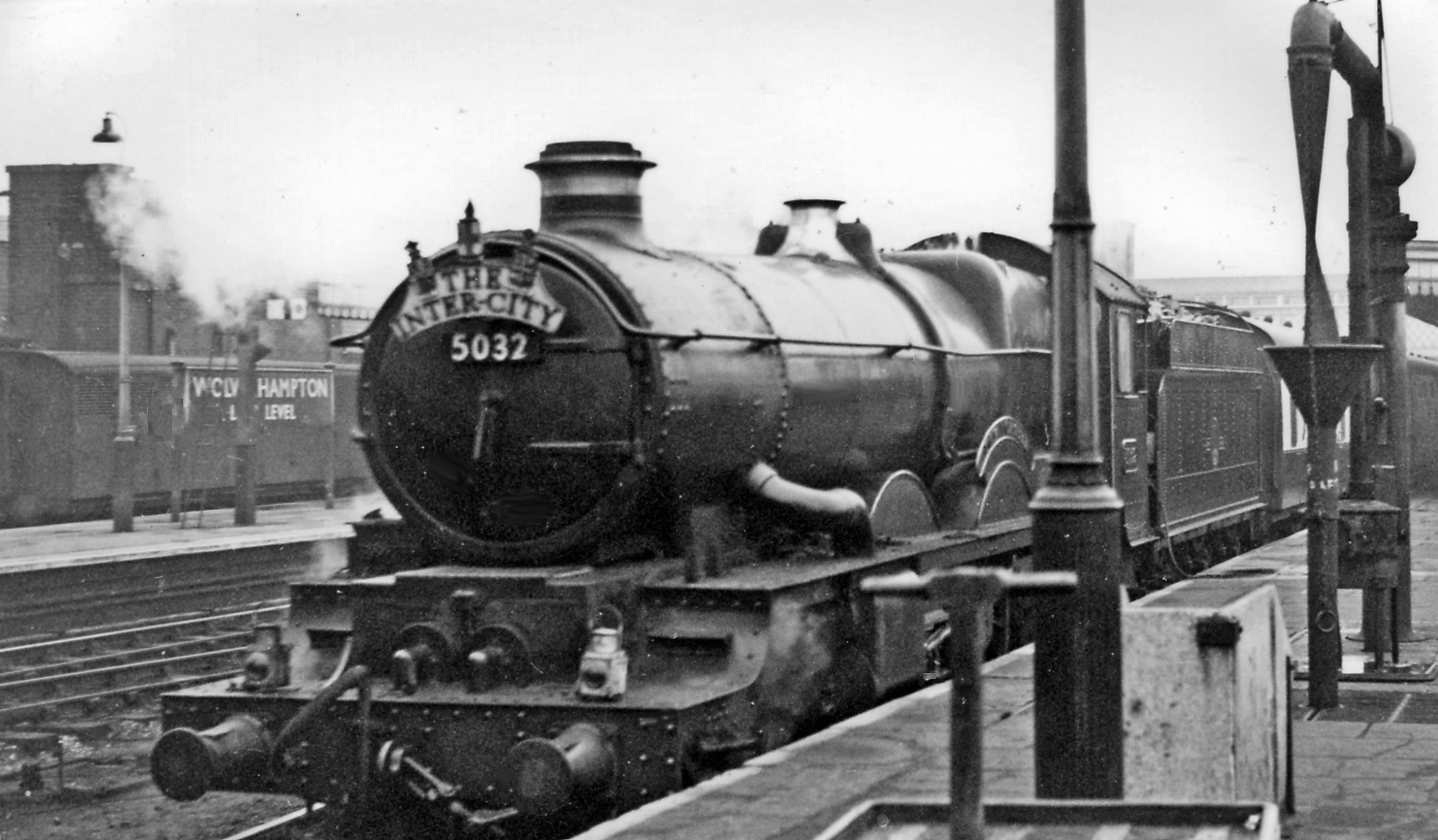
Llegada de un 'Inter-City' en 1958

La Estación de Wolverhampton Low Level (la Estación del Nivel Bajo; en contraste con la Estación del Nivel Alto), estaba localizada en Sun Street, en el barrio de Springfield de Wolverhampton, en Inglaterra. La estación de ferrocarril fue construida por el Great Western Railway (GWR), en su ruta desde Paddington en Londres a Birkenhead a través de Birmingham Snow Hill. Era la estación del ferrocarril de gran ancho situada más al norte de la red del GWR.

## Diseño

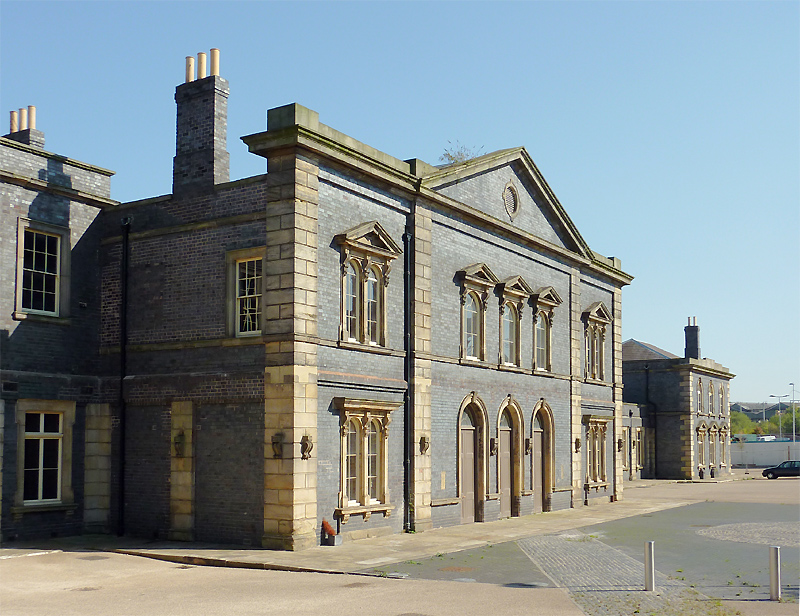
Fachada de la Estación

El ingeniero del Ferrocarril de Oxford, Worcester y Wolverhampton, John Fowler, diseñó la fachada, mientras que Isambard Kingdom Brunel, ingeniero del GWR, diseñó la parte interior de la estación.
El edificio de la estación tiene dos pisos de altura y está construido con ladrillos azules de Staffordshire, en estilo italianizante, una combinación inusual propiciada por la abundancia en la zona de estos ladrillos azules en el siglo XIX. El diseño de la estación era similar al de la anterior Estación del Nivel Alto. El edificio principal tiene un gran frontón; ventanas altas redondas por arriba, y una fachada con ménsulas de sillería. Dos alas secundarias se extendían a ambos lados del edificio principal, sobresaliendo hacia el frente. El interior del antiguo vestíbulo mantenía el estilo italiano, con un techo alto y abovedado y cornisas. El interior fue cuidadosamente restaurado a principios de la década de 2000.

## Historia

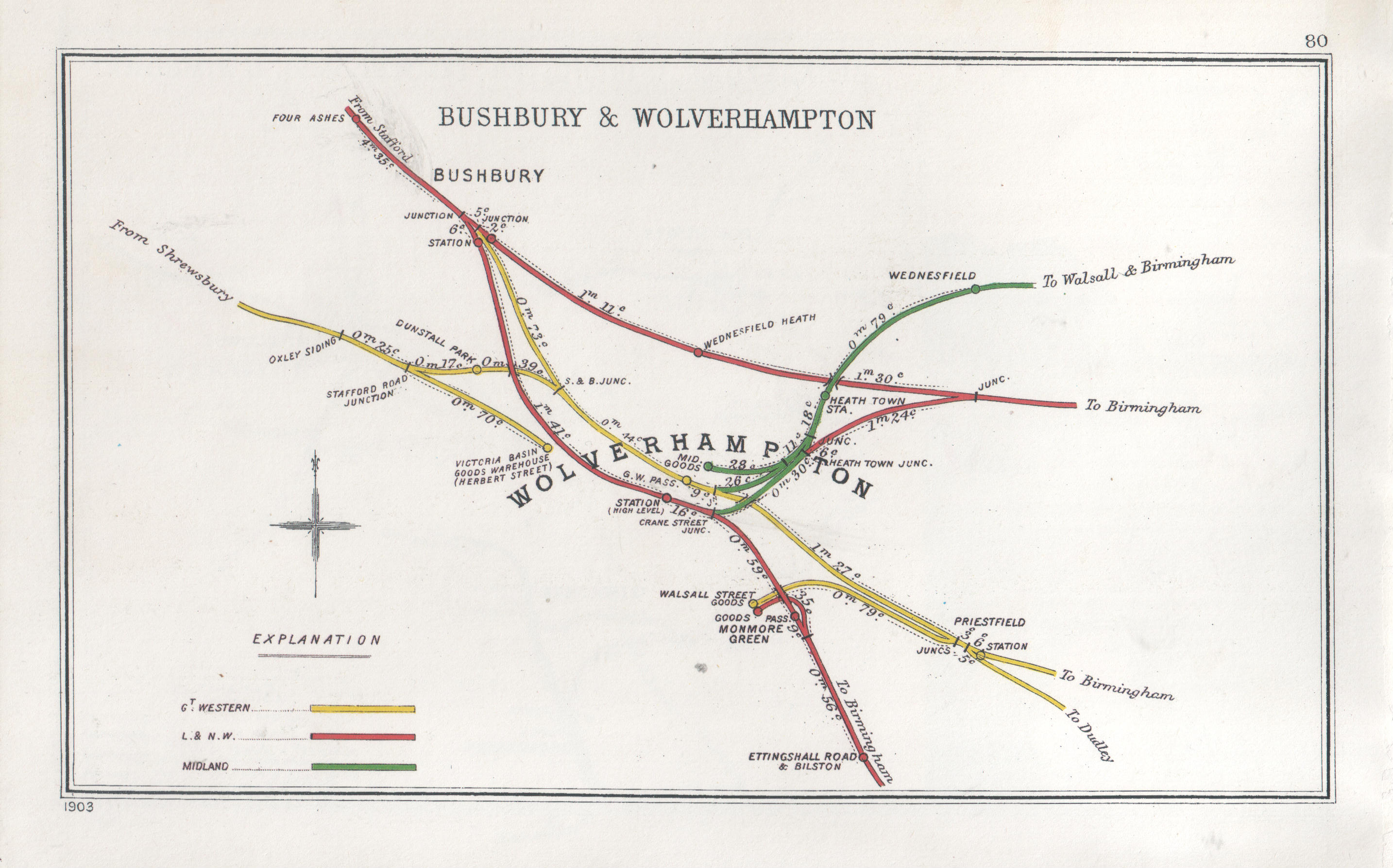
Diagrama de los ferrocarriles alrededor del centro de Wolverhampton hacia 1914. La Estación del Nivel Bajo es la que está en el centro marcada en amarillo, con el rótulo "G.W. Pass."

La estación se inauguró en 1854, aunque la construcción no se completó hasta finales de 1855. La obra fue acometida conjuntamente por el Ferrocarril de Oxford, Worcester y Wolverhampton (OWWR) y el Great Western Railway (GWR). Inicialmente se denominó Wolverhampton Joint y pasó a llamarse Wolverhampton Low Level en abril de 1856, al mismo tiempo que la cercana estación del Ferrocarril de Londres y del Noroeste cambió su nombre de Wolverhampton Queen Street a Estación del Nivel Alto de Wolverhampton.
La estación se convirtió al ancho estándar en 1869 y permaneció básicamente igual hasta 1922, cuando se construyó una nueva oficina de reservas dentro del vestíbulo y se agregó un departamento de telégrafos a la oficina del jefe de estación. Se ampliaron los andenes y se sustituyó la pasarela de pasajeros. La cubierta en general se había corroído gravemente, y se reemplazó por marquesinas estándar del GWR situadas sobre los andenes.
En julio de 1939, una bomba colocada por el IRA explotó en la estación y destruyó el área de la oficina de paquetería.

## Cierre
El cierre de la estación fue posible gracias al proyecto de electrificación de la Línea Principal de la Costa Oeste iniciado en 1959, que incluía la Línea de Stour Valley, una Estación del Nivel Alto reconstruida y nuevas conexiones entre los antiguos sistemas del LMS y del GWR al norte de la ciudad. Desde finales de 1963 hasta marzo de 1967, la Estación del Nivel Bajo experimentó un aumento considerable en el tráfico mientras el trabajo de electrificación estaba en progreso, ya que muchos servicios se desviaron temporalmente de la Estación del Nivel Alto.
Cuando se reabrió la Línea de Stour Valley, los servicios a través de la Estación del Nivel bajo se redujeron rápidamente. El último expreso de Londres a Birkenhead se realizó en marzo de 1967, y en 1968 los servicios Shrewsbury se cambiaron a la Estación del Nivel Alto. En 1970, los únicos servicios que quedaban en funcionamiento desde la Estación del Nivel Bajo eran los trenes locales a Birmingham Snow Hill a través de Wednesbury Central. Este servicio cesó cuando la línea cerró a los pasajeros en 1972.
En 1970, la estación se convirtió en un Departamento de Concentración de Paquetería. Se eliminó gran parte de las vías, se demolió la caseta de señales norte y se modificaron en gran medida los andenes. Se inauguró el 6 de abril de 1970 y tuvo mucho éxito, manejando hasta 8.000 paquetes al día.
Sin embargo, la política de British Rail sobre el manejo de paquetes cambió pronto y la estación se cerró el 12 de junio de 1981.

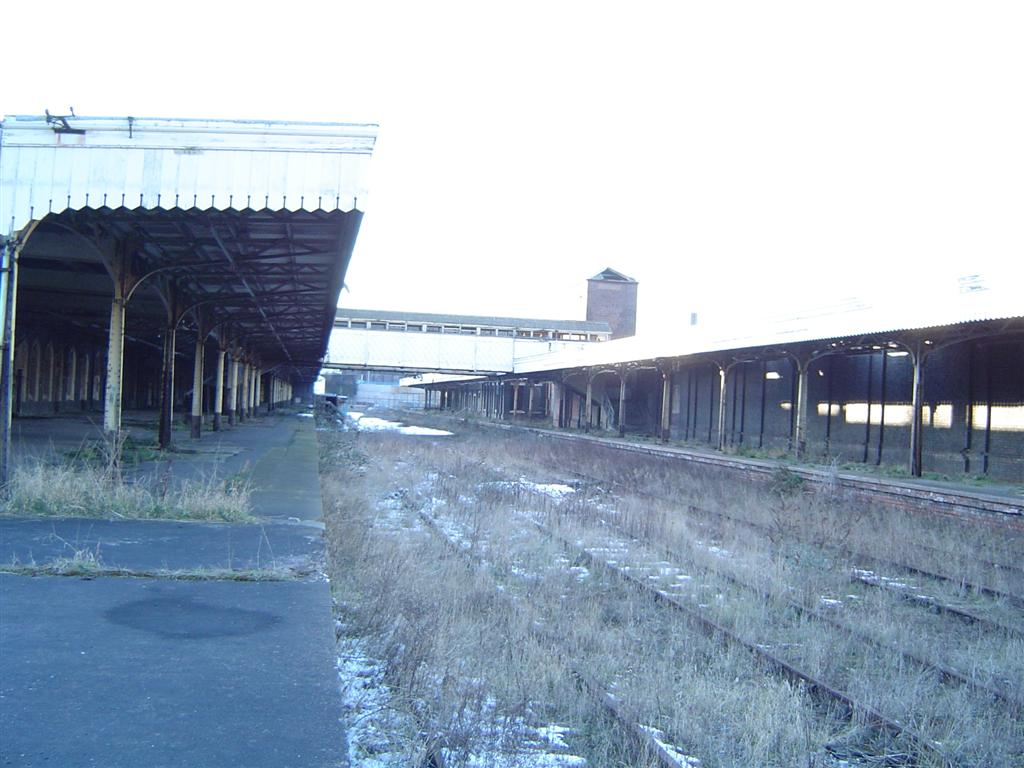
Andenes y plataforma de la vía, antes de la remodelación, en enero de 2006

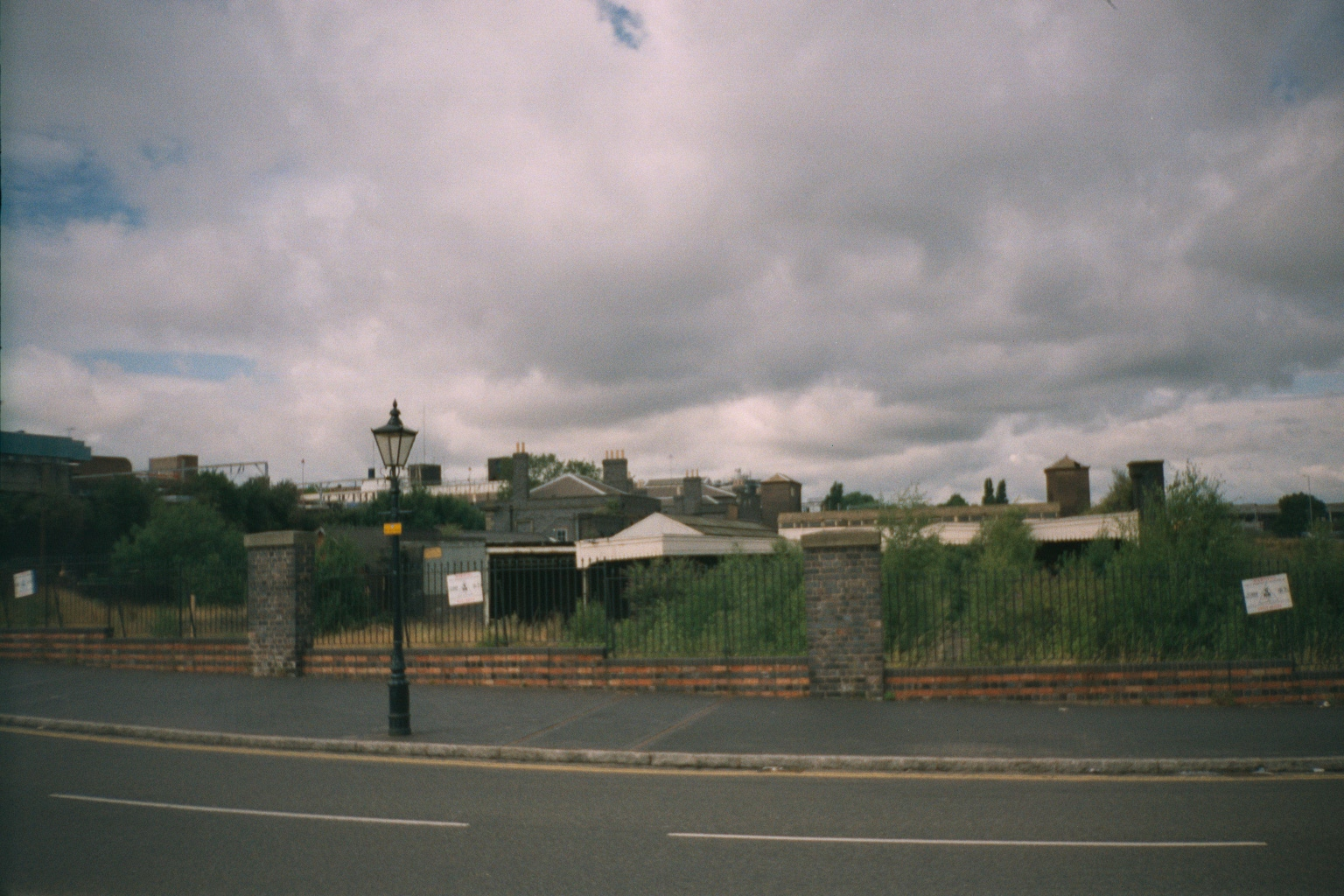
Una vista general del extremo sur de la Estación del Nivel Bajo de Wolverhampton, en el año 2000

El edificio fue catalogado como monumento de Grado II el 25 de marzo de 1986. Permaneció como el Departamento de Ingenieros de la División de Ferrocarriles Británicos hasta que el Consejo Metropolitano de Wolverhampton lo compró en mayo de 1986. Este organismo procedió inmediatamente a su renovación, conservando el exterior del edificio. Mientras tanto, se ha reservado el terreno ocupado por las vías dadas de baja entre Bushbury y Birmingham Snow Hill, para el caso en que se decidiera una futura reapertura de la línea.

## Reurbanización
Durante las décadas de 1980 y 1990, se realizaron varias propuestas para la remodelación del emplazamiento de la antigua estación, incluidas su reapertura o su conversión en un museo del transporte, pero ninguna se concretó.
En 1999, se abrió el tranvía Midland Metro, que utiliza la mayor parte de la ruta del GWR entre Wolverhampton y Birmingham, pero gira hacia el centro de Wolverhampton para recorrer la A41 (Bilston Road) antes de llegar a la Estación del Nivel Bajo.
La remodelación del emplazamiento de la Estación del Nivel Bajo comenzó en 2006, conservando el edificio de la estación principal (que es un monumento clasificado), mientras que el resto de la estación, incluido el antiguo andén principal en dirección sur, se demolió para dar paso a un comercio minorista, un hotel y al desarrollo residencial. Se completó tras la apertura de un supermercado de la cadena Aldi en 2019. El edificio de la estación en sí estaba destinado a convertirse en un casino,
paro finalmente se ha transformado en un salón para banquetes y bodas. La estación restaurada albergó una galería de arte hasta julio de 2010.

## Entorno de la Estación
Varias otras estructuras asociadas con la estación son edificios catalogados. Un alto muro de contención de ladrillos azules y una galería subterránea por debajo de las vías del Nivel Alto conducen a la Estación, un enlace construido originalmente como un atajo entre las dos estaciones, conocido como "las columnatas". El ladrillo en el interior es blanco vidriado, y dispone de barandillas de hierro decoradas. El muro y la galería forman una edificación catalogada de Grado II. Debido a la construcción de la nueva Estación del Nivel Alto, las columnatas y la galería se cerraron temporalmente, habiendo permanecido cerradas desde diciembre de 2021.